# Kolumbijski pezo
Kolumbijski peso, ISO 4217: COP, je valuta Kolumbije. Dijeli se na 100 centava, a u domaćem platnom prometu označava se simbolom $.
Peso je zamijenio real 1873. i od tada se neprestano koristi kao naziv kolumbijske valute. Kovanice i novčanice izdaje republička banka, i to: kovanice od 20, 50, 100, 200 i 500 pesosa, te novčanice od 1000, 2000, 5000, 10000, 20000 i 50000 pesosa.

## Vanjske poveznice
- Republička banka